# Похідна зображення
Похідні́ зобра́ження (англ. image derivatives) можливо обчислювати за допомогою маленьких згорткових фільтрів розміром 2 × 2 чи 3 × 3, таких як оператори Лапласа, Собеля, Робертса чи Прюітт. Проте більша маска загалом даватиме краще наближення похідної, й прикладами таких фільтрів є гауссові похідні та фільтри Ґабора. Іноді потрібно видаляти високочастотний шум, і це може бути включено до фільтра, так, що гауссове ядро діятиме як смуговий фільтр. Застосування фільтрів Ґабора в обробці зображень було вмотивовано деякою їхньою подібністю до сприйняття в зоровій системі людини.
Це піксельне значення обчислюється як згортка
{\displaystyle p'_{u}=\mathbf {d} \ast G}
де {\displaystyle \mathbf {d} } — ядро похідної, {\displaystyle G} — значення пікселів в області зображення, а {\displaystyle \ast } — оператор, який виконує згортку.

## Похідні Собеля
Ядра похідних, відомі як оператор Собеля, визначають наступним чином, для напрямів {\displaystyle u} та {\displaystyle v} відповідно:
{\displaystyle p'_{u}={\begin{bmatrix}+1&+2&+1\\0&0&0\\-1&-2&-1\end{bmatrix}}*\mathbf {G} \quad } і {\displaystyle \quad p'_{v}={\begin{bmatrix}+1&0&-1\\+2&0&-2\\+1&0&-1\end{bmatrix}}*\mathbf {G} }
де {\displaystyle *} тут позначує операцію двовимірної згортки.
Цей оператор роздільний, і його може бути розкладено як добуток ядер інтерполювання та диференціювання, так, що {\displaystyle p'_{v}}, наприклад, можливо записати як
{\displaystyle {\begin{bmatrix}+1&0&-1\\+2&0&-2\\+1&0&-1\end{bmatrix}}={\begin{bmatrix}1\\2\\1\end{bmatrix}}{\begin{bmatrix}+1&0&-1\end{bmatrix}}}

## Похідні Фарида та Сімончеллі
Фарид і Сімончеллі пропонують використовувати пару ядер, одне для інтерполювання, а інше для диференціювання (порівняйте з Собелем вище). Ці ядра, фіксованих розмірів 5 x 5 та 7 x 7, оптимізовано таким чином, що перетворення Фур'є наближує їхній правильний зв'язок із похідною.
У коді Matlab так званим 5-вентильним фільтром є
```
k
  
=
 
[
0.030320
  
0.249724
  
0.439911
  
0.249724
  
0.030320
];

d
  
=
 
[
0.104550
  
0.292315
  
0.000000
 
-
0.292315
 
-
0.104550
];

d2
 
=
 
[
0.232905
  
0.002668
 
-
0.471147
  
0.002668
  
0.232905
];

```

А 7-вентильним фільтром є
```
k
  
=
 
[
 
0.004711
  
0.069321
  
0.245410
  
0.361117
  
0.245410
  
0.069321
  
0.004711
];

d
  
=
 
[
 
0.018708
  
0.125376
  
0.193091
  
0.000000
 
-
0.193091
 
-
0.125376
 
-
0.018708
];

d2
 
=
 
[
 
0.055336
  
0.137778
 
-
0.056554
 
-
0.273118
 
-
0.056554
  
0.137778
  
0.055336
];

```

Як приклад, похідні першого порядку можливо обчислювати наступним, з використанням Matlab, щоби виконувати згортку
```
Iu
 
=
 
conv2
(
d
,
 
k
,
 
im
,
 
'same'
);
  
% похідна по вертикалі (wrt Y)

Iv
 
=
 
conv2
(
k
,
 
d
,
 
im
,
 
'same'
);
  
% похідна по горизонталі (wrt X)

```

Слід зазначити, що Фарид і Сімончеллі вивели коефіцієнти першої похідної, точніші порівняно з наданими вище. Проте останні узгоджуються з інтерполятором другої похідної, й відтак їх краще використовувати, якщо шукають як першу, так і другу похідні. У протилежному випадку, коли потрібна лише перша похідна, слід використовувати оптимальні коефіцієнти першої похідної; більше деталей можливо знайти в їхній статті.

## Похідні Гаста
Фільтри похідних на основі довільних кубічних сплайнів було запропоновано Гастом. Він показав, як можливо правильніше обчислювати похідні як першого, так і другого порядків, за допомогою кубічних або тригонометричних сплайнів. Щоби похідна обчислювалася для центрального пікселя, ефективним фільтрам похідних потрібно мати непарну довжину. Проте будь-який кубічний фільтр допасовується до 4 ви́біркових точок, даючи центр між пікселями. Це розв'язується за допомогою підходу подвійного фільтрування, що дає фільтри розміром 7 x 7. Ідея в тому, щоби спершу фільтрувати інтерполяцією, отримуючи таким чином інтерпольовані значення між пікселями, після чого повторювати процедуру з використанням похідних фільтрів, де центральне значення тепер припадає на центри пікселів. Це легко довести за допомогою асоціативного закону для згортки
{\displaystyle p'_{u}=\mathbf {d} \ast (\mathbf {k} \ast G)=(\mathbf {d} \ast \mathbf {k} )\ast G}
Отже, ядром згортки для обчислення похідної {\displaystyle \mathbf {k_{d}} } з використанням інтерполювального ядра {\displaystyle \mathbf {k} } та ядра похідної {\displaystyle \mathbf {d} } стає
{\displaystyle \mathbf {k_{d}} =\mathbf {d} \ast \mathbf {k} }
Також майте на увазі, що згортка комутативна, тому порядок цих двох ядер неважливий, і також можливо вставити похідну другого порядку, як і ядро похідної першого порядку. Ці ядра виводять з того факту, що будь-яку сплайнову поверхню можливо допасувати над квадратною областю пікселів, порівняйте з поверхнями Безьє. Гаст доводить, що таку поверхню можливо виконувати як роздільну згортку
{\displaystyle p(u,v)=\mathbf {u} ^{T}MGM^{T}\mathbf {v} =M^{T}\mathbf {u} \otimes \mathbf {v} ^{T}M\ast G}
де {\displaystyle M} — матриця сплайнової основи, а {\displaystyle \mathbf {u} } та {\displaystyle \mathbf {v} } — вектори, що містять змінні {\displaystyle u} та {\displaystyle v}, як-от
{\displaystyle \mathbf {u} =[u^{3},u^{2},u,1]^{T}}
{\displaystyle \mathbf {v} =[v^{3},v^{2},v,1]^{T}}
Тепер можливо встановити ядра згортки в
{\displaystyle \mathbf {k} =\mathbf {u} ^{T}M=(M^{T}\mathbf {v} )^{T}}
{\displaystyle \mathbf {d} ={\frac {\partial \mathbf {u} ^{T}}{\partial u}}M=\left(M^{T}{\frac {\partial \mathbf {v} }{\partial v}}\right)^{T}}
{\displaystyle \mathbf {d^{2}} ={\frac {\partial ^{2}\mathbf {u} ^{T}}{\partial u^{2}}}M=\left(M^{T}{\frac {\partial ^{2}\mathbf {v} }{\partial v^{2}}}\right)^{T}}
Похідні першого порядку в центральному пікселі відтак обчислюють як
{\displaystyle D_{u}={\frac {\partial \mathbf {u} ^{T}}{\partial u}}M\ast \mathbf {u} ^{T}MGM^{T}\mathbf {v} \ast M^{T}\mathbf {v} =\mathbf {d} \ast \mathbf {k} \otimes (\mathbf {k} \ast \mathbf {k} )^{T}\ast G}
і
{\displaystyle D_{v}=\mathbf {u} ^{T}M\ast \mathbf {u} ^{T}MGM^{T}\mathbf {v} \ast M^{T}{\frac {\partial \mathbf {v} }{\partial v}}=\mathbf {k} \ast \mathbf {k} \otimes (\mathbf {d} \ast \mathbf {k} )^{T}\ast G}
Так само, ядрами похідної другого порядку є
{\displaystyle D_{u}^{2}={\frac {\partial ^{2}\mathbf {u} ^{T}}{\partial u^{2}}}M\ast \mathbf {u} ^{T}MGM^{T}\mathbf {v} \ast M^{T}\mathbf {v} =\mathbf {d^{2}} \ast \mathbf {k} \otimes (\mathbf {k} \ast \mathbf {k} )^{T}\ast G}
і
{\displaystyle D_{v}^{2}=\mathbf {u} ^{T}M\ast \mathbf {u} ^{T}MGM^{T}\mathbf {v} \ast M^{T}{\frac {\partial ^{2}\mathbf {v} }{\partial v^{2}}}=\mathbf {k} \ast \mathbf {k} \otimes (\mathbf {d^{2}} \ast \mathbf {k} )^{T}\ast G}
Кубічносплайновий фільтр оцінюють у його центрі {\displaystyle u=v=0.5}, й відтак
{\displaystyle \mathbf {u} =\mathbf {v} =[(0.5)^{3},(0.5)^{2},0.5,1]^{T}=[0.125,0.25,0.5,1]^{T}}
Подібним чином, похідними першого порядку стають
{\displaystyle {\frac {\partial \mathbf {u} (0.5)}{\partial u}}={\frac {\partial \mathbf {v} (0.5)}{\partial v}}=[3\cdot (0.5)^{2},2\cdot (0.5),1,0]^{T}=[0.75,1,1,0]^{T}}
І подібним же чином похідними другого порядку є
{\displaystyle {\frac {d^{2}\mathbf {u} (0.5)}{u^{2}}}={\frac {d^{2}\mathbf {v} (0.5)}{dv^{2}}}=[6\cdot (0.5),2,0,0]^{T}=[3,2,0,0]^{T}}
Для обчислення похідних зображення за допомогою наведених вище рівнянь можливо застосовувати й використовувати будь-який кубічний фільтр, як-от Безьє, Ерміта, чи B-сплайни.
У наведеному нижче прикладі мовою Matlab для обчислення похідних використано сплайн Кетмелла — Рома
```
M
 
=
 
[
1
,
-
3
,
3
,
-
1
;
 
-
1
,
4
,
-
5
,
2
;
 
0
,
1
,
0
,
-
1
;
 
0
,
0
,
2
,
0
]
 
*
 
0.5
;

u
 
=
 
[
0.125
;
0.25
;
0.5
;
1
];

up
 
=
 
[
0.75
;
1
;
1
;
0
];

d
 
=
 
up
'*
M
;

k
 
=
 
u
'*
M
;

Iu
 
=
 
conv2
(
conv
(
d
,
k
),
 
conv
(
k
,
k
),
 
im
,
'same'
);
  
% вертикальна похідна (wrt Y)

Iv
 
=
 
conv2
(
conv
(
k
,
k
),
 
conv
(
d
,
k
),
 
im
,
'same'
);
  
% горизонтальна похідна (wrt X)

```

## Інші підходи
Для обчислення похідних можливо використовувати керовані фільтри. Крім того, Савицький та Голей пропонують підхід поліномного згладжування методом найменших квадратів, який можливо використовувати для обчислення похідних, а Луо зі співавт. обговорюють цей підхід докладніше. Шарр показує, як створювати фільтри похідних шляхом мінімізації похибки в області Фур'є, а Єне зі співавт. докладніше обговорюють принципи проєктування фільтрів, включно з фільтрами похідних.